# Manuel Frondel

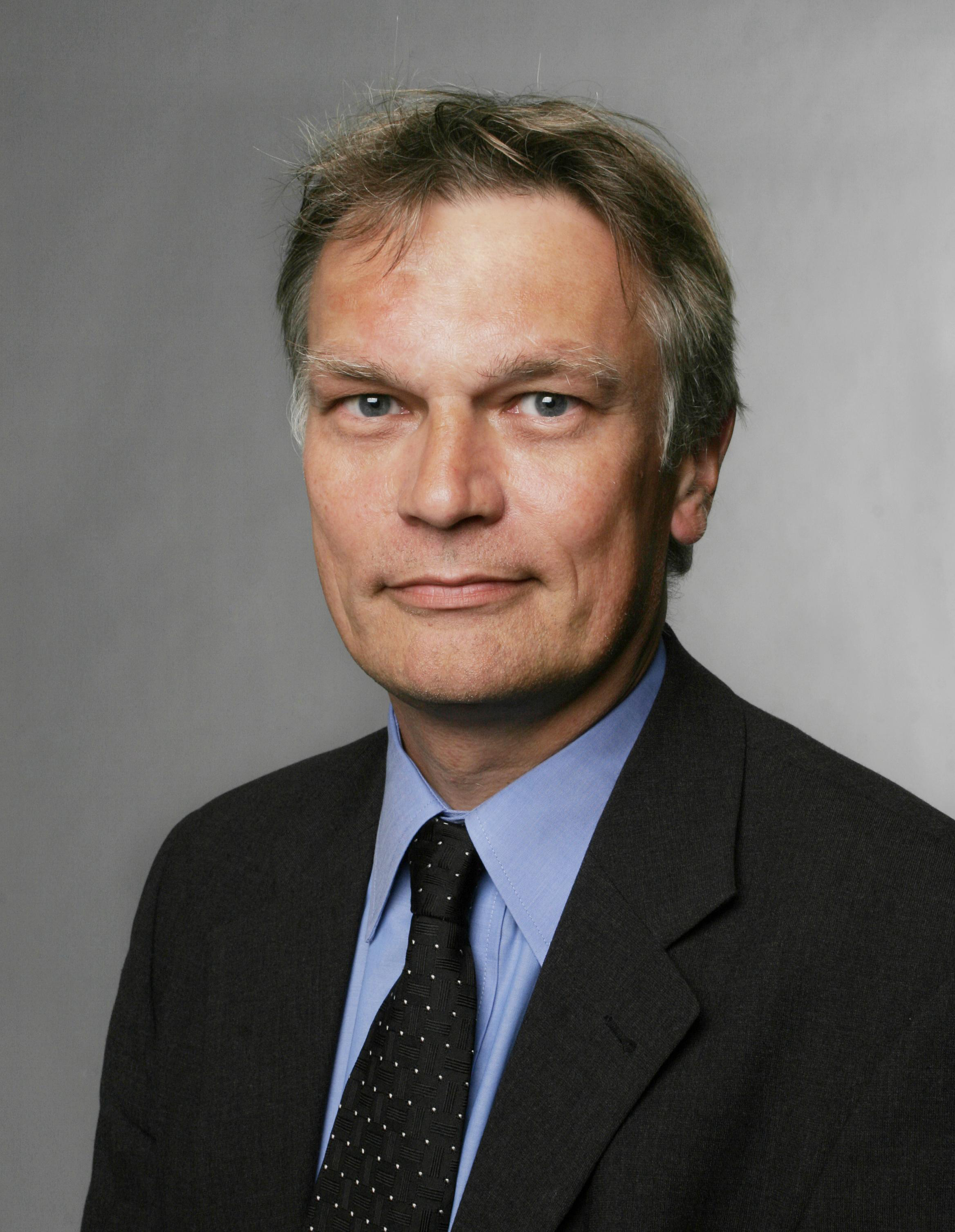
Manuel Frondel (2009)

Manuel Frondel (* 22. Oktober 1964 in Freiburg) ist ein deutscher Ökonom.

## Leben
Sein Abitur machte er 1984 am Scheffel-Gymnasium in Lahr. Nach dem Wehrdienst studierte er von 1985 bis 1992 in Karlsruhe Physik und Mathematik und schloss dieses Studium mit dem Diplom ab. Von 1992 bis 1996 studierte er ebenfalls in Karlsruhe Wirtschaftsingenieurwesen, das er ebenfalls mit dem Diplom abschloss. Anschließend wechselte er an die Ruprecht-Karls-Universität Heidelberg, wo er 2001 bei Christoph M. Schmidt in Wirtschaftswissenschaften zum Dr. rer. pol. promovierte.
Seit Oktober 2003 arbeitet er am Rheinisch-Westfälischen Institut für Wirtschaftsforschung (RWI) als Leiter des Bereichs „Umwelt und Ressourcen“, zusätzlich ist er seit 2009 außerplanmäßiger Professor für „Energieökonomik und angewandte Ökonometrie“ an der Ruhr-Universität Bochum.

## Positionen und Wirken
Frondel trat häufig mit Studien zu erneuerbaren Energien, insbesondere Solarenergie, hervor, in denen er die seiner Darstellung nach hohen Kosten dieser betonte. Er plädierte unter anderem für die Abschaffung der Einspeisevergütungen im Erneuerbare-Energien-Gesetz im Allgemeinen und die Förderung von Solar- und Windenergie im Speziellen. Er prägte ebenfalls den Begriff des "Kosten-Tsunamis" bei der Förderung der Photovoltaik.
Frondel ist ein regelmäßiger Autor des ÖkonomenBlog der Lobbyorganisation Initiative Neue Soziale Marktwirtschaft (INSM) und beteiligte sich an Kampagnen der INSM gegen Erneuerbare Energien.
2010 trat er bei der Klimakonferenz in Bonn als „Senior Industry Adviser“ für CFACT auf. 2011 schrieb er zusammen mit dem Klimaleugner Ross McKitrick vom Fraser Institute das Buch "Realitätscheck für den Klimaschutz", das von der Friedrich-Naumann-Stiftung finanziert und von Steffen Hentrich und Holger Krahmer herausgegeben wurde, die Verbindungen zur Klimaleugnerorganisation EIKE bzw. zum Heartland Institute haben.
Im März 2023 behauptete Bild mit Verweis auf Frondel, die Wärmewende-Pläne von Wirtschaftsminister Robert Habeck kosteten eine Billion Euro. Frondel dementierte anschließend. Zwar habe er die Zahl in einem Hintergrundgespräch tatsächlich genannt, sie aber eingeschränkt. Sie sei eine „grobe Überschlagsschätzung der Bruttokosten, wenn bis 2045 sämtliche Öl- und Gasheizungen in Deutschland ausgetauscht und durch Wärmepumpen ersetzt werden (müssen) und dabei im Altbau noch Kosten für zusätzliche Dämmung entstehen“. Ebenfalls im März 2023 äußerte er in der Bild, er sehe Deutschland aufgrund von Habecks Plänen „auf dem Weg in die Öko-Diktatur“.
Anfang 2024 verfasste er für die INSM eine Studie, in der er statt für die Auszahlung eines Klimageldes für die Senkung der Stromsteuer plädiert. Angesprochen auf die Kritik, dass dies das Gegenteil von sozial gerecht sei, weil dadurch diejenigen am stärksten profitierten, die am meisten Strom verbrauchte, erklärte er, er sehe dies differenzierter, da die Stromrechnung bei einkommensschwachen Haushalten relativ viel stärker ins Gewicht falle als bei einkommensstarken Haushalten. Außerdem könnten so Bürokratiekosten eingespart werden.

## Rezeption
Gemäß Stern zählt Frondel „zu den einflussreichsten, aber auch umstrittensten Ökonomen“ Deutschlands. Beim Ökonomenranking der Frankfurter Allgemeinen Zeitung über die einflussreichsten deutschen Ökonomen belegte er 2013 den 19. Platz, 2021 rangiert er auf Platz 99. Die Frankfurter Rundschau nannte ihn "eine[n] der profiliertesten Gegner der Förderung von erneuerbaren Energien".
Dieter Plehwe schrieb in einem Paper in der wissenschaftlichen Fachzeitschrift Globalizations, dass das RWI mit der Gründung der von Frondel geleiteten Umwelt- und Energieabteilung eine besonders besorgniserregende Rolle (hinsichtlich Widerstand gegen Klimaschutzmaßnahmen) gespielt habe. So habe Frondel eine Kampagne gegen das Erneuerbare-Energien-Gesetz sowie Einspeisevergütungen gefahren und zwischen 2006 und 2011 mindestens sieben Studien publiziert, in der er die angebliche Ineffizienz der erneuerbaren Energien und die staatliche Förderung diskutierte. Unter anderem präsentierte er 2010 eine RWI-Studie, in der er die Kosten für die Förderung der erneuerbaren Energien mit 64 Milliarden Euro bezifferte, ohne den Vorteil sinkender Strompreise bei steigendem Anteil erneuerbarer Energien und anderer Aspekte. Als besonders schwerwiegend hierbei charakterisierte Plewhe die Tatsache, dass Frondel den Auftraggeber dieser Studie nicht offenbarte: Das US-amerikanische Institute for Energy Research, ein US-amerikanischer Think Tank, der Klimawandelleugnung betreibt und durch die Erdöl- und Kohleindustrie finanziert wird, darunter Koch Industries. Jedoch habe dieser Skandal, der 2010 von Monitor aufgedeckt wurde, keine negativen Auswirkungen auf seine Karriere gehabt; Frondel habe weiterhin mit der Lobbyorganisation Initiative Neue Soziale Marktwirtschaft zusammengearbeitet und sich dabei u. a. für den Emissionshandel und gegen CO2-Steuern eingesetzt.
Peter Becker schrieb, Frondel sei [hinsichtlich der Kosten der erneuerbaren Energien] „für Extrem-Szenarien bekannt“.
Matthias Willenbacher, Gründer des Ökoenergie-Unternehmens Juwi, schrieb 2013, Frondel sei „[b]ester Lieferant für aberwitzige Zahlen und Argumentationen der Energiewende-Gegner“. Wann immer es gegen Erneuerbare Energien, insbesondere Solarstrom gehe, da sei Frondel zur Stelle, um „die Kosten (enorm) gegen die positive Wirkung (nicht existent) in absurde Vergleiche zu setzen“.